# فرانك هول كرين
فرانك هول كرين (بالإنجليزية: Frank Hall Crane)‏ مواليد 1 يناير 1873 في سان فرانسيسكو - الوفاة 1 سبتمبر 1948 في لوس أنجلوس، الولايات المتحدة، هو ممثل أمريكي بدأ مسيرته الفنية سنة 1909. شارك في قرابة 75 فيلما. امتدت مسيرته الفنية لأكثر من 30 عاما. من أعماله خارج سنغافورة والباب بلا مفتاح.

## روابط خارجية
- فرانك هول كرين على موقع IMDb (الإنجليزية)
- فرانك هول كرين على موقع أول موفي (الإنجليزية)
- فرانك هول كرين على موقع قاعدة بيانات برودواي على الإنترنت (الإنجليزية)
- فرانك هول كرين على موقع قاعدة بيانات الأفلام السويدية (السويدية)
- فرانك هول كرين على موقع قاعدة بيانات الفيلم (الإنجليزية)
- فرانك هول كرين على موقع كينوبويسك (الروسية)